# マリア・アマーリエ・フォン・エスターライヒ
マリア・アマーリエ・フォン・エスターライヒ（ドイツ語: Maria Amalie von Österreich, 1701年10月22日 - 1756年12月11日）は、神聖ローマ皇帝カール7世（バイエルン選帝侯カール・アルブレヒト）の妃。皇帝ヨーゼフ1世と皇后アマーリア・ヴィルヘルミーネの次女（末子）。姉はザクセン選帝侯兼ポーランド王アウグスト3世妃マリア・ヨーゼファ。

## 生涯
父ヨーゼフ1世死後の1722年、バイエルン公子だったカール・アルブレヒトと結婚した。2人は7子をもうけた。
- マクシミリアーネ（1723年）
- マリア・アントーニア（1724年 - 1780年） - ザクセン選帝侯フリードリヒ・クリスティアン妃。
- テレーゼ・ベネディクタ（1725年 - 1734年）
- マクシミリアン3世ヨーゼフ（1727年 - 1777年） - バイエルン選帝侯。
- ヨーゼフ・ルートヴィヒ・レオ（1728年 - 1733年）
- マリア・アンナ（1734年 - 1776年）
- マリア・ヨーゼファ（1739年 - 1767年） - 神聖ローマ皇帝ヨーゼフ2世妃。

結婚に際し、マリア・アマーリエは自身のハプスブルク家継承権を放棄していた。しかし、マリア・アマーリエは皇帝の娘という立場では、叔父カール6世の娘である従妹マリア・テレジアと同じであった。そのため、マリア・テレジアがハプスブルク家の家督を相続することになると、夫カール・アルブレヒト選帝侯は妻の権利を主張してオーストリア・バイエルン戦争を起こし、1741年にチロルとボヘミアを占領、同年にボヘミア王、翌1742年には神聖ローマ皇帝に即位した。